# Concerto pour violoncelle d'Edward Elgar
Pour les articles homonymes, voir Concerto pour violoncelle (homonymie).

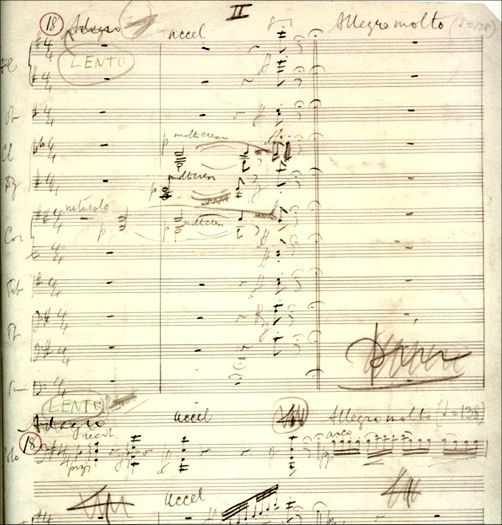
Manuscrit du début du second mouvement.

Le concerto pour violoncelle en mi mineur op. 85 est une œuvre d'Edward Elgar écrite durant l'été 1919 dans la résidence "Brinkwells" du compositeur, dans le Sussex. Elle est dédiée à Sir Sidney et Lady Frances Colvin, deux amis du musicien.
Elgar n'a quasiment rien écrit durant la Première Guerre mondiale. En 1918, il jette sur le papier les premières notes d'un thème, au cours d'une convalescence après une tonsillectomie. Il retourne peu après dans sa villa de bord de mer et compose trois œuvres de musique de chambre, d'un style différent, d'après sa femme, des précédentes partitions. La première a lieu au printemps 1919, alors qu'il songe à son futur concerto pour violoncelle. Il s'agit donc de la première œuvre orchestrale du musicien après la Grande Guerre.
La première en est donnée par Felix Salmond le 27 octobre 1919 avec l'orchestre symphonique de Londres au Queen's Hall, sous la direction d'Elgar. Les conditions de répétitions sont mauvaises : le chef en titre de l'orchestre, Albert Coates, ayant monopolisé ce dernier, empêche Elgar de travailler dans des conditions satisfaisantes. Cela se ressent à l'exécution et est remarqué par les critiques. Elgar dira plus tard qu'il conserva l'œuvre au programme par égard au travail de Salmond.
L'œuvre se compose de quatre mouvements et son exécution demande environ une demi-heure.

- Adagio – moderato
- Lento – Allegro molto
- Adagio
- Allegro – Moderato – Allegro, ma non troppo – Poco più lento

## Discographie
Elgar et Beatrice Harrison ont réalisé un enregistrement en 1920, en utilisant le procédé d'enregistrement acoustique. Le premier enregistrement électrique complet (utilisant un seul microphone à charbon) a été réalisé en 1928 par Harrison, Elgar et le London Symphony Orchestra.
Un enregistrement ultérieur notable a été réalisé par Jacqueline du Pré en 1965 avec Sir John Barbirolli et le London Symphony Orchestra pour EMI. Pendant une pause dans la session d'enregistrement, du Pré, 20 ans, a quitté le studio, revenant que quelques jours plus tard, les critiques dirent qu'une star était en devenir. En entendant son enregistrement, Mstislav Rostropovitch aurait retiré l'œuvre de son propre répertoire. Dans une interview, étant demandé pourquoi le concerto d'Elgar n'était pas dans son répertoire standard, Rostropovich répond : « Mon élève, l'a joué beaucoup mieux que moi ». L'enregistrement de Du Pré a été loué pour sa passion ainsi que pour sa technique. Barbirolli lui-même était associé au concerto dès ses premiers jours : il était membre de la section violoncelle de l'orchestre lors de sa création en 1919 ; et il était le soliste lors de l'une de ses premières représentations, avec l' Orchestre municipal de Bournemouth sous la direction de Sir Dan Godfrey . 
En 1985, le violoncelliste britannique Julian Lloyd Webber a enregistré le concerto avec le Royal Philharmonic Orchestra dirigé par Sir Yehudi Menuhin. L'enregistrement est désigné comme la « meilleure version de tous les temps » pour BBC Music Magazine et a remporté un Brit Award du Meilleur enregistrement classique de 1985. 
L'émission Building a Library de BBC Radio 3 a présenté à trois reprises des critiques comparatives de toutes les versions disponibles du concerto. Le Penguin Guide to Recorded Classical Music de 2008, contient trois pages de critiques de l'œuvre. Le seul enregistrement à recevoir la meilleure recommandation à la fois de la BBC et du Penguin Guide est l'enregistrement de Du Pré en 1965 avec le LSO et Barbirolli. Les autres enregistrements recommandés à la fois par la BBC et The Penguin Guide sont ceux de Beatrice Harrison (1928) ; Steven Isserlis (1988) ; Yo-Yo Ma (1985) et Truls Mørk (1999). 
Le périodique allemand Fono Forum, dans son étude discographique complète recommande en 2022 les enregistrements réalisés par Harrison, du Pré (live 1964, Orchestre symphonique de la BBC, Sir Malcolm Sargent), Paul Tortelier (live 1972, Orchestre symphonique de la BBC, Sir Adrian Boult), Robert Cohen (Orchestre Philharmonique de Londres, Norman Del Mar), et, comme enregistrements plus récents, Michaela Fukačová (studio, 1991, Orchestre Philharmonique de Brno, Libor Pešek), Daniel Müller-Schott (2005, Orchestre philharmonique d'Oslo, Sir André Previn) et Paul Watkins (2010, Orchestre philharmonique de la BBC, Sir Andrew Davis).

### Liste (non exhaustive)
- Julian Lloyd Webber, violoncelle, Royal Philarmonic Orchestra dir. Sir Yehudi Menuhin, 1985 (Philips Classics)